# Allée couverte de Kergonfalz
Ne doit pas être confondu avec Dolmen de Kergonfalz.
L'allée couverte de Kergonfalz est une allée couverte située au Bignan, dans le Morbihan en France.

## Localisation
L'édifice est situé au carrefour de la route de Moustoir-Ac et de la route menant au hameau de Kergonfalz. Il est situé à environ 470 m à vol d'oiseau au nord de ce dernier et 200 m au sud-ouest du hameau de Kergal. À environ 50 m à l'ouest, de l'autre côté de la route de Moustoir-Ac, se dresse le dolmen de Kergonfalz.

## Historique
L'allée couverte est classée au titre des monuments historiques par arrêté du 10 janvier 1970.

## Description
L'allée couverte est orientée selon un axe nord-sud. Elle mesure 9,50 m de long sur 1,50 m de large. L'entrée est située au sud. Au nord, l'édifice comporte une petite cella dont une des dalles du pourtour a disparu lors de l'élargissement du carrefour voisin. Les orthostates de la chambre et de la cella ont une hauteur constante. Tous les blocs de pierre sont en granite porphyroïde. 